# 비사성
비사성(卑沙城), 또는 사비성(沙卑城)은 중화인민공화국 다롄시 진저우구에 있는 고구려 시대의 성이다. 옛 고구려의 수군기지인 장산 군도와 가까우며, 고구려-당 전쟁 당시 주요 해전이 벌어진 곳이기도 하다.